# Karl Bäßler (Architekt)
Karl Bäßler (* 23. April 1888 in Memmingen; † 4. April 1973 in München) war ein deutscher Architekt.

## Leben
Bäßler studierte Architektur an der Technischen Hochschule Darmstadt und an der Akademie der Bildenden Künste in Dresden. Unter German Bestelmeyer plante er den Erweiterungsbau der Technischen Hochschule München, das Studentenhaus an der Luisenstraße sowie das Studiengebäude des Deutschen Museums. Als freischaffender Architekt schuf er weitere Wohn- und Industriebauten, darunter die Kraftverkehrshalle des Deutschen Museums.
1933 berief ihn Oskar von Miller als Verwaltungsdirektor an das Deutsche Museum, dessen Wiederaufbau er nach dem Zweiten Weltkrieg leitete.

## Ehrungen
- Benennung einer Straße in Memmingen